# Ратклифф (Арканзас)
Ратклифф (англ. Ratcliff) — город, расположенный в округе Логан (штат Арканзас, США) с населением в 191 человек по статистическим данным переписи 2000 года.

## География
По данным Бюро переписи населения США город Ратклифф имеет общую площадь в 4,92 квадратных километров, водных ресурсов в черте населённого пункта не имеется.
Ратклифф расположен на высоте 129 метров над уровнем моря.

## Демография
По данным переписи населения 2000 года в Ратклиффе проживал 191 человек, 57 семей, насчитывалось 76 домашних хозяйств и 86 жилых домов. Средняя плотность населения составляла около 39,8 человек на один квадратный километр. Расовый состав Ратклиффа по данным переписи распределился следующим образом: 98,43 % белых, 0,52 % — коренных американцев, 1,05 % — представителей смешанных рас.
Испаноговорящие составили 1,57 % от всех жителей города.
Из 76 домашних хозяйств в 30,3 % — воспитывали детей в возрасте до 18 лет, 63,2 % представляли собой совместно проживающие супружеские пары, в 9,2 % семей женщины проживали без мужей, 23,7 % не имели семей. 19,7 % от общего числа семей на момент переписи жили самостоятельно, при этом 9,2 % составили одинокие пожилые люди в возрасте 65 лет и старше. Средний размер домашнего хозяйства составил 2,51 человек, а средний размер семьи — 2,88 человек.
Население города по возрастному диапазону по данным переписи 2000 года распределилось следующим образом: 23,6 % — жители младше 18 лет, 9,4 % — между 18 и 24 годами, 27,7 % — от 25 до 44 лет, 26,7 % — от 45 до 64 лет и 12,6 % — в возрасте 65 лет и старше. Средний возраст жителей составил 37 лет. На каждые 100 женщин в Ратклиффе приходилось 96,9 мужчин, при этом на каждые сто женщин 18 лет и старше приходилось 102,8 мужчин также старше 18 лет.
Средний доход на одно домашнее хозяйство в городе составил 23 000 долларов США, а средний доход на одну семью — 27 500 долларов. При этом мужчины имели средний доход в 27 500 долларов США в год против 16 875 долларов среднегодового дохода у женщин. Доход на душу населения в городе составил 13 530 долларов в год. 15,5 % от всего числа семей в населённом пункте и 20,5 % от всей численности населения находилось на момент переписи населения за чертой бедности, при этом 21,4 %из них были моложе 18 лет и 22,6 % — в возрасте 65 лет и старше.